# Oxalis variifolia
Oxalis variifolia là một loài thực vật có hoa trong họ Chua me đất. Loài này được Steud. mô tả khoa học đầu tiên năm 1841.